# Andrea Honer
Andrea Honer (* 10. April 1964 in Wien) ist eine österreichische Moderatorin, Schauspielerin und Sprecherin.

## Leben und Karriere

### Ausbildung
Neben dem Studium der Theaterwissenschaften, Publizistik und Soziologie von 1982 bis 1990 machte sie von 1985 bis 1987 eine Schauspiel- und Sprachausbildung bei Rosemarie Frauenhofer. Von 1985 bis 1988 folgte eine Sprachausbildung bei Casa Piccola, Viktor Handlos und anderen und 2003 ein Gesangsunterricht bei Ingrid Olofson.

### Karriere und Tätigkeiten
Andrea Honer war von 1985 bis 1997 Moderatorin beim ORF, wo sie bei Österreich-Bild, Land und Leute und den Lottoziehungen eingesetzt war. Später übte sie Tätigkeiten bei anderen Fernsehsendern aus, wie etwa bei ATV oder bei TW1.
Sie ist auch als Schauspielerin tätig, u. a. im Stadttheater Baden, im Gloria-Theater Wien, im Stadttheater Berndorf, oder bei der Kulisse Wien. Andrea Honer hatte auch einige TV-Gastauftritte in der Slapstickserie Tohuwabohu von Helmut Zenker und in Xaver Schwarzenbergers Fernsehfilm Das Siegel.
Andrea Honer ist auch als Sprecherin bei den verschiedensten Werbespots und als Veranstaltungsmoderatorin von Galas oder Produktpräsentationen tätig.